# 帕拉尼
帕拉尼（Palani），是印度泰米尔纳德邦Dindigul县的一个城镇。总人口67175（2001年）。

## 人口
该地2001年总人口67175人，其中男性33940人，女性33235人；0—6岁人口6719人，其中男3408人，女3311人；识字率75.34%，其中男性为81.09%，女性为69.47%。